# Jeando Fuchs
Jeando Fuchs (Yaundé, Camerún, 11 de octubre de 1997) es un futbolista camerunés que juega de centrocampista en el Bnei Sakhnin de la Liga Premier de Israel.

## Trayectoria
El centrocampista defensivo camerunés, con pasaporte francés, es un pivote que militaba en las filas del FC Sochaux de la Ligue 2, el jugador es trabajador y sacrificado y tiene mucha capacidad física no exenta de calidad en la salida del balón. Ha escalado desde las categorías inferiores hasta terminar militando en la primera plantilla del FC Sochaux en la temporada 2016-17. 
Fuchs ha disputado en la temporada 2017-18 un total de 23 partidos, sumando 1876 minutos de juego. En ellos, ha anotado 2 goles y ha repartido 2 asistencias. Perteneció a las categorías internacionales inferiores de Francia pero al llegar a sénior se decidió por jugar con Camerún debutando con esta selección en 2018. En 2019 firmó para cuatro temporadas con el Deportivo Alavés de la Primera División de España.
La entidad vitoriana le cedió al Maccabi Haifa Football Club israelí en 2019-20 para que tuviera minutos de juego. En el cuadro israelita tan solo disputó 6 encuentros ligueros y un- más de copa, con un total de 267 minutos, antes de abandonar el equipo, a finales de enero de 2020, de motu proprio, sin informar al Deportivo Alavés de sus intenciones. Situación que le valió para que el cuadro babazorro le abriese un expediente disciplinario por incumplimiento de contrato.
En la temporada 2020-21 el Deportivo Alavés y el Dundee United F. C. escocés llegaron a un acuerdo para su traspaso para incorporarse al equipo de Micky Mellon.

## Palmarés

### Títulos nacionales
| Título     | Club                      | País       | Año  |
| ---------- | ------------------------- | ---------- | ---- |
| EFL Trophy | Peterborough United F. C. | Inglaterra | 2024 |

### Títulos internacionales
| Título                               | Equipo         | País     | Año  |
| ------------------------------------ | -------------- | -------- | ---- |
| Campeonato Europeo de la UEFA Sub-19 | Francia sub-19 | Alemania | 2016 |